# 山﨑鍈一
山﨑 鍈一（やまさき えいいち、1937年（昭和12年）10月5日 - ）は、日本の政治家。元高知県安芸市長（2期）。

## 来歴
高知県出身。高知県立高知農業高等学校卒。農業に従事し、安芸市議会議員となり、議長などを務める。1989年安芸市長和食富雄が死去。これに伴う市長選挙に立候補し、元市長の岡村喜郎を破り、当選する。1993年に再選。1997年に三選を目指したが、元安芸市職員の井津哲彦に敗れた。